# Anne Luther Bagby
Anne Luther Bagby (Missouri, 1858 - Recife, 24 de dezembro de 1942) foi uma missionária batista norte-americana, a primeira do Texas, onde liderou a comunidade batista.

## Biografia
Aceitou a Cristo como seu Senhor e Salvador aos 11 anos de idade. Bagby, juntamente com seu marido, William Buck Bagby, fundaram a Primeira Igreja Batista Brasileira em Salvador-BA e o centenário Colégio Batista Brasileiro, na capital paulista.